# Saint-Léger-Dubosq
Saint-Léger-Dubosq è un comune francese di 179 abitanti situato nel dipartimento del Calvados nella regione della Normandia.

## Società

### Evoluzione demografica
Abitanti censiti